# Harold Kasket
Harold Kasket, né le 26 juillet 1926 à Londres (quartier de St Pancras) et mort le 20 janvier 2002 à Camden (Grand Londres), est un acteur anglais.

## Biographie
Harold Kasket début au théâtre vers le milieu des années 1940 et s'illustre en particulier dans le répertoire de William Shakespeare, notamment à Stratford-upon-Avon (ex. : Le Roi Jean avec Robert Helpmann, Hamlet avec Paul Scofield, Othello ou le Maure de Venise avec Godfrey Tearle et Henri VIII avec Anthony Quayle, en 1948-1949) et à Londres (ex. : Jules César avec Richard Burton, en 1955-1956). Évoquons également The Cat and the Canary de John Willard (Colchester, 1945) et Tessa, la nymphe au cœur fidèle de Margaret Kennedy et Basil Dean (Worthing, 1947, avec Michael Bates et Christopher Lee).
Citons encore Le Chat et la Souris d'István Örkény (Londres, 1973, avec Elisabeth Bergner et Margaret Rawlings) et Mort d'un commis voyageur (Leeds, 1979-1980). Toujours à Londres, s'ajoutent les comédies musicales Joie de Vivre de Robert Stolz (1960), La Mélodie du bonheur de Richard Rodgers (1961-1966) et Follies de Stephen Sondheim (1987-1989, avec Diana Rigg et Daniel Massey).
De décembre 1951 à avril 1952, il se produit à Broadway (New York) dans Antoine et Cléopâtre de Shakespeare et César et Cléopâtre de George Bernard Shaw, aux côtés de Laurence Olivier et Vivien Leigh dans les rôles-titres. Les mêmes jouent d'abord ces pièces à Londres, de mai à septembre 1951.
Au cinéma, il contribue à cinquante-quatre films (majoritairement britanniques, parfois américains ou en coproduction), depuis Pas d'orchidées pour Miss Blandish (en) de St. John Legh Clowes (en) (1948, avec Jack La Rue et Hugh McDermott) jusqu'à deux réalisations de Blake Edwards avec Joanna Lumley et David Niven, À la recherche de la Panthère rose (1982) et L'Héritier de la Panthère rose (1983).
Entretemps, mentionnons Moulin Rouge de John Huston (1952, avec José Ferrer et Zsa Zsa Gabor, lui-même personnifiant Charles Zidler), Le Septième Voyage de Sinbad de Nathan Juran (1958, avec Kerwin Mathews et Kathryn Grant), Le Visage du plaisir de José Quintero (1961, avec Vivien Leigh et Warren Beatty) et Arabesque de Stanley Donen (1966, avec Gregory Peck et Sophia Loren).
Enfin, à la télévision (essentiemment britannique), il apparaît dans cinquante-sept séries, la première en 1952. Suivent entre autres Destination Danger (trois épisodes, 1960-1965), Chapeau melon et bottes de cuir (première série, deux épisodes, 1961-1969) et Jason King (un épisode, 1972). Il tient son ultime rôle à l'écran dans la mini-série Les Orages de la guerre (1988-1989).
S'ajoutent sept téléfilms, le premier étant Le Dibbouk de Rudolph Cartier (1952, avec Donald Pleasence et Peter Wyngarde), adaptation de la pièce éponyme de Shalom Anski ; le dernier est Pierre et Paul (en) de Robert Day (1981, avec Robert Foxworth et Anthony Hopkins dans les rôles-titre).
Harold Kasket meurt en 2002, à 75 ans.

## Théâtre
(pièces, sauf mention contraire)

### Angleterre (sélection)

#### Colchester
- 1945 : The Bat d'Avery Hopwood : Richard Fleming[1]
- 1945 : The Cat and the Canary de John Willard : Harry Blythe[2]
- 1945 : How Are They at Home? de John Boynton Priestley : Major George Webber
- 1945 : Le Théâtre de la vie (The Theatre of the Soul) de Nicolas Evreïnoff : le professeur
- 1945 : La Reine Victoria (Victoria Regina) de Laurence Housman : John Brown
- 1946 : La Charrette de pommes (The Apple Cart) de George Bernard Shaw : M. Vanhattan, l'ambassadeur américain
- 1946 : Bird in Hand de John Drinkwater : Sir Robert Arnwood

#### Stratford-upon-Avon
- 1948 : Le Roi Jean (King John : l'Archiduc d'Autriche), Hamlet (petits rôles non spécifiés), La Mégère apprivoisée (The Taming of the Shrew : Tranio), Le Conte d'hiver (The Winter's Tale : un citoyen), Troïlus et Cressida (Troilus and Cressida : Helenus) et Othello ou le Maure de Venise (Othello : petits rôles non spécifiés) de William Shakespeare
- 1948 : Toad of Toad Hall d'Alan Alexander Milne : Usher
- 1949 : Beaucoup de bruit pour rien (Much Ado About Nothing : Sexton), Le Songe d'une nuit d'été (A Midsummer Night's Dream : Philostrate), Cymbeline (le premier gentleman), Othello ou le Maure de Venise (Othello : le Duc de Venise) et Henri VIII (Henry VIII : le surveillant) de William Shakespeare
- 1950 : Beaucoup de bruit pour rien (Much Ado About Nothing : Sexton), Le Songe d'une nuit d'été (A Midsummer Night's Dream : Philostrate), Cymbeline (le premier gentleman), Mesure pour mesure (Measure for Measure : Escalus), Henri VII (Henry VIII : le surveillant) et Jules César (Julius Caesar : le poète Cinna) de William Shakespeare

#### Londres
- 1951 : César et Cléopâtre (Caesar and Cleopatra) de George Bernard Shaw, mise en scène de Michael Benthall : le majordome
- 1951 : Antoine et Cléopâtre (Antony and Cleopatra) de William Shakespeare, mise en scène de Michael Benthall : Mardian
- 1953 : Tobias and the Angel de James Bridie : Raguel
- 1955-1956 : Le Conte d'hiver (The Winter's Tale), Les Joyeuses Commères de Windsor (The Merry Wives of Windsor), Jules César (Julius Caesar) et Henri V (Henry V) de William Shakespeare : rôles non spécifiés
- 1960 : Joie de Vivre (titre original), comédie musicale, musique de Robert Stolz, paroles de Paul Dehn, livret de Terence Rattigan : Professeur Maingot
- 1961-1966 : La Mélodie du bonheur (The Sound of Music), comédie musicale, musique de Richard Rodgers (orchestrée par Robert Russell Bennett), paroles d'Oscar Hammerstein II, livret d'Howard Lindsay et Russel Crouse, mise en scène de Vincent J. Donehue, décors d'Oliver Smith, costumes de Lucinda Ballard : Max Detweiler[3] (remplacé en cours de production)
- 1969 : Highly Confidential de Robert Tanitch : Willi
- 1971 : Maybe That's Your Problem d'Andrew Mann : Dr Schlossman
- 1973 : Le Chat et la Souris (Catsplay) d'István Örkény : Viktor
- 1975 : Lenny de Julian Barry[4] : rôle non spécifié
- 1976 : So Who Needs Men! de John Briley : rôle non spécifié
- 1985-1986 : Biography de S. N. Behrman : rôle non spécifié
- 1987-1989 : Follies, comédie musicale, musique (orchestrée par Jonathan Tunick) et paroles de Stephen Sondheim, livret de James Goldman : Dimitri Weismann[5] (remplacement)

#### Autres lieux
- 1947 : Tessa, la nymphe au cœur fidèle (The Constant Nymph) de Margaret Kennedy et Basil Dean[6] (Worthing) : Major Robert Mainwaring / le pompier
- 1979-1980 : Mort d'un commis voyageur (Death of a Salesman) d'Arthur Miller (Leeds puis Bristol) : Oncle Ben[7]
- 1982-1983 : Awake and Sing de Clifford Odets (Bristol) : rôle non spécifié

### Broadway (intégrale)
- 1951-1952 : César et Cléopâtre (Caesar and Cleopatra) de George Bernard Shaw, mise en scène de Michael Benthall : Pothinus
- 1951-1952 : Antoine et Cléopâtre (Antony and Cleopatra) de William Shakespeare, mise en scène de Michael Benthall : Mardian

## Filmographie partielle

### Cinéma

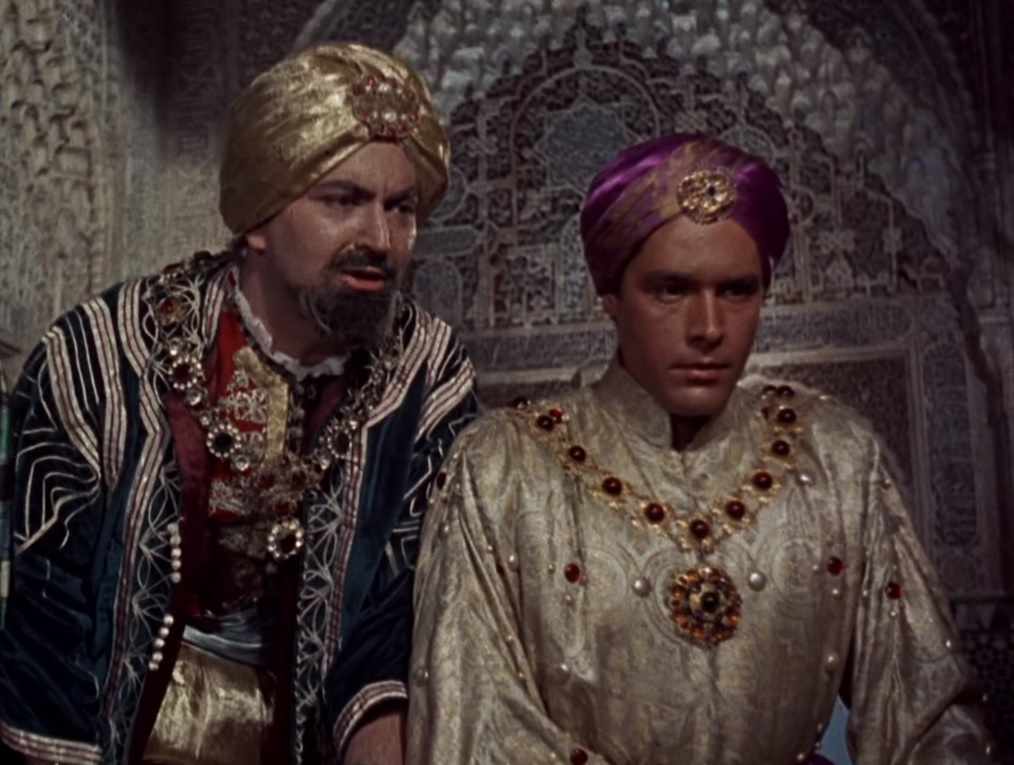
Harold Kasket (à g.) et Kerwin Mathews,
dans Le Septième Voyage de Sinbad (1958)

- 1948 : Pas d'orchidées pour Miss Blandish (en) (No Orchids for Miss Blandish) de St. John Legh Clowes (en) : Tony
- 1949 : Children of Chance de Luigi Zampa : rôle non crédité
- 1951 : Hôtel Sahara (Hotel Sahara) de Ken Annakin : un gentleman oriental
- 1952 : Moulin Rouge de John Huston : Charles Zidler
- 1952 : Ménage sans bonne (Made in Heaven) de John Paddy Carstairs : le gros homme
- 1953 : La Flèche empoisonnée (The House of the Arrow) de Michael Anderson : Boris Wabersky
- 1953 : Saadia d'Albert Lewin : le cheikh d'Inimert
- 1954 : Le Beau Brummel (Beau Brummel) de Curtis Bernhardt : le bourgmestre
- 1954 : La rousse mène l'enquête (Malaga) de Richard Sale : le chef de la police
- 1955 : Norman diplomate (Man of the Moment) de John Paddy Carstairs : Enrico
- 1955 : Out of the Clouds de Basil Dearden : Hafadi
- 1955 : L'Armure noire (The Dark Avenger) d'Henry Levin : Arnaud
- 1955 : Plus on est de fous (One Good Town) de John Paddy Carstairs : Ivor Petrovitch
- 1955 : L'Enfant et la Licorne (A Kid for Two Farthings) de Carol Reed : le vendeur de matelas
- 1955 : Rendez-vous à Rio (Doctor at Sea) de Ralph Thomas : un policier de la prison
- 1956 : L'Homme qui en savait trop (The Man Who Knew Too Much) d'Alfred Hitchcock : Stavis, majordome de l'ambassade
- 1956 : La Croisée des destins (Bhowani Junction) de George Cukor : un restaurateur
- 1957 : Police internationale (Interpol) de John Gilling : Kalish
- 1958 : Sous la terreur (A Tale of Two Cities) de Ralph Thomas : un joaillier
- 1958 : Le Septième Voyage de Sinbad (The 7th Voyage of Sinbad) de Nathan Juran : le Sultan, père de la princesse Parisa
- 1958 : La Rivière des alligators (The Naked Earth) de Vincent Sherman : le capitaine arabe
- 1959 : The Heart of a Man d'Herbert Wilcox : Oscar
- 1959 : La Souris qui rugissait (The Mouse That Roared) de Jack Arnold : Capitaine Pedro
- 1959 : SOS Pacific de Guy Green : Monk
- 1959 : La Lorelei brune (Whirpool) de Lewis Allen : Stiebel
- 1959 : Sois toujours diplomate (Carlton Brown of the F.O.) de Roy Boulting et Jeffrey Dell : rôle non crédité
- 1959 : Le Bouc émissaire (The Scapegoat) de Robert Hamer : rôle non crédité
- 1960 : Le Gosse au million (The Boy Who Stole a Million) de Charles Crichton
- 1961 : Le Visage du plaisir (The Roman Spring of Mrs. Stone) de José Quintero : le tailleur
- 1961 : Un si bel été (The Greengage Summer) de Lewis Gilbert : M. Prideaux
- 1963 : À neuf heures de Rama (Nine Hours to Rama) de Mark Robson : Datta
- 1964 : La Rolls-Royce jaune (The Yellow Rolls-Royce) d'Anthony Asquith : le garagiste italien
- 1966 : Arabesque de Stanley Donen : l'ambassadeur Mohammed Lufti
- 1969 : Where's Jack? de James Clavell : le roi
- 1982 : À la recherche de la Panthère rose (Trail of the Pink Panther) de Blake Edwards : le président Sandover Haleesh
- 1983 : L'Héritier de la Panthère rose (Curse of the Pink Panther) de Blake Edwards : le président Sandover Haleesh

### Télévision
(séries, sauf mention contraire)
- 1952 : Le Dibbouk (The Dybbuk) de Rudolph Cartier (téléfilm) : Sender
- 1957 : Robin des Bois (The Adventures of Robin Hood), saison 2, épisode 21 The Bandit of Brittany : Jacques
- 1959-1960 : Ici Interpol (Interpol Calling)
  - Saison 1, épisode 13 Slave Ship (1959) de C.M. Pennington-Richards : Lenoir
  - Saison 2, épisode 3 Slow Boat to Amsterdam (1960) : Thibault
- 1960-1965 : Destination Danger (Danger Man)
  - Saison 1, épisode 16 La Gouvernante (The Nurse, 1960) de Peter Graham Scott : Moukta
  - Saison 2, épisode 7 La Fille du colonel (The Colonel's Daughter, 1964) de Philip Leacock : un membre du club
  - Saison 3, épisode 13 Dites-le avec des fleurs (Say It with Flowers) de Peter Yates : Krummenacher
- 1961 : One Step Beyond, saison 3, épisode 22 L'Étranger (The Stranger) de John Newland : l'enseignant tué
- 1961 : Maigret, saison 2, épisode 4 Maigret et son mort (The Winning Ticket) : Marchand
- 1961 : Chapeau melon et bottes de cuir (première série, The Avengers)
  - Saison 1, épisode 5 Crescent Moon (1961) : Bartello
  - Saison 6, épisode 22 Le Visage (Staty Tuned, 1969) de Don Chaffey : Dr Meitner
- 1964 : Le Saint (The Saint), saison 3, épisode 13 La Demoiselle en détresse (The Damsel in Distress) de Peter Yates : Giuseppe Rolfieri
- 1969 : Département S (Department S), saison 2, épisode 13 Autrefois à Istanbul (The Perfect Operation) de Cyril Frankel : Korlandt
- 1972 : Jason King, saison unique, épisode 14 Qui ose me remplacer ? (Uneasy Lies the Head) de Cyril Frankel : Colonel Davut
- 1974 : Z-Cars (ZCars), saison 9, épisode 25 Mugs de Derek Martinus : M. Big
- 1981 : Pierre et Paul (en) (Peter and Paul) de Robert Day (téléfilm) : le grand prêtre pisidien
- 1985 : A.D. : Anno Domini, mini-série, 5 épisodes : Caïphe
- 1988-1989 : Les Orages de la guerre (War and Remembrance), mini-série, 4 épisodes : Dr Paul Eppstein